# Pas de gué dans le feu
Pour plus de détails, voir Fiche technique et Distribution.
Pas de gué dans le feu (В огне брода нет, V ogne broda niet) est un film soviétique, sorti en 1967. C'est le premier long métrage de Gleb Panfilov.
Il fait partie de la sélection officielle au Festival international du film de Locarno en 1969 et y remporte le Léopard d'or.

## Synopsis
Une jeune infirmière et peintre amatrice est confrontée aux horreurs de la guerre civile.

## Fiche technique
- Titre original : В огне брода нет, V ogne broda niet
- Titre français : Pas de gué dans le feu
- Réalisation : Gleb Panfilov
- Scénario : Gleb Panfilov et Yevgeni Gabrilovich
- Photographie : Dmitri Dolinine
- Direction artistique : Marksen Gaukhman-Sverdlov
- Musique : Vadim Bibergan
- Son : Gueorgui Salié
- Studio : Lenfilm
- Pays d'origine : URSS
- Format : Noir et blanc - 35 mm - 2,35:1 - Mono
- Genre : drame, guerre
- Durée : 95 minutes
- Date de sortie : 1967

## Distribution
- Inna Tchourikova : Tania Tiotkina
- Anatoliy Solonitsyn : commissaire Ivan Ievstriukov
- Mikhaïl Glouzski : Fokitch, chef du train
- Maïa Boulgakova : Maria, l'infirmière
- Anatoli Marenitch : Morozik
- Vladimir Kachpour : Kolka, le charpentière
- Evgueni Lebedev : le colonel de l'armée blanche
- Mikhail Kononov : Aliocha Semionov
- Vadim Beroev : Vassia, l'artiste peintre
- Mikhail Kokchenov : Zotik
- Lubov Malinovskaïa : mère
- F. Razumov : Siagin

## Prix
- 1969 : Léopard d'or au Festival international du film de Locarno.